# Grímsey
Grímsey er en 5,3 km² stor, 4,7 km lang og 1,7 km bred ø med ca. 103 indbyggere (2007), ca. 40 km nord for Island. Grimsey er Islands nordligste beboede område, kun øen Kolbeinsey ligger længere mod nord, men er ubeboet. Nærmeste land er øen Flatey á Skjálfanda ca. 40 km mod syd. Der er stejle klipper overalt, undtagen på den sydlige kystlinje. Polarcirklen krydser øen, mens bygden ligger på den sydvestlige del.
Øen var tidligere en selvstændig kommune, men blev den 31. maj 2009 en del af Akureyri Kommune. Der er supermarked, bank, skole og børnehave. Skolen fungerer også som forsamlingshus. Lægen kommer en gang om måneden til øen. Hovederhvervet er fiskeri. Der er rige fiskebanker omkring øen, men der fiskes også længere ude i det Arktiske Ocean. Der er også lidt landbrug og fangst af fugle i fuglefjeldene. Grimseys kirke er bygget af drivtømmer i 1867 og renoveret i 1956. Fire gange om året får øen besøg af en præst fra fastlandet.
Øen har tre gange om ugen bådforbindelse til Dalvík på selve Island og og en 1.200 meter lang landingsbane med regelmæssig flyforbindelse til Akureyri. Piloterne har ofte problemer ved landing og start på grund af de mange fugle.
Øens højeste punkt er 103 m og ligger i den nordlige ende, hvorfra det skråner mod syd i grønne enge og græsgange. Hele vejen rundt om øen er der fuglefjelde.
Øens stejle klipper danner hjemsted for store kolonier af søfugle, og om sommeren lader øboere sig hejse ned ad klippesiden for at fange fugle og samle æg. Af fuglearter er blandt andet søpapegøje, alk, teist, polarlomvie og forskellige mågearter. Af og til er det også muligt at observere søkonge. Isbjørne siddende på drivis fra fra Grønland har ofte besøgt øen, sidste besøg var i 1969. Den blev skudt og er udstillet på museet i Husavik.
Vegetationen ligner lidt tundra og engene er kun grønne om sommeren. Der er ingen træer, men kun enkelte buske.
Klimaet på Grímsey er et maritimt polarklima. Middeltemperaturen er i januar, februar ca. -1 °C. I juli er middeltemperaturen på 8 °C. Der kan dog være ekstremtemperaturer på -20 °C og +21 °C. Alle måneder kan have frost, og nedbørstallet er på ca. 559 mm.

## Historie
Under en epidemi i 1793 omkom mange, og de seks overlevende mænd besluttede at ro til hovedlandet for at få nye beboere til øen. Undervejs kæntrede båden, og alle seks druknede, og de få kvinder, der var tilbage på øen, var overladt til sig selv. Myndighederne greb ind og sendte en båd med mænd til øen for at forhindre, at øen blev affolket.